# Green Hill
Green Hill è un'azienda tedesca, con sede ad Amburgo, che produce materiale sportivo. Produce i propri prodotti a Sialkot in Pakistan nord-orientale, zona industriale famosa per la lavorazione del pellame e del cotone.
L'azienda dopo aver iniziato con la produzione di racchette da tennis ad inizio del Novecento si è successivamente cimentata nella produzione di materiale pugilistico, raggiungendo nel 1997 l'approvazione dall'AIBA dei propri guanti e dei propri caschi da boxe. Nel 2004 è stata sponsor olimpico ai Giochi di Atene per il pugilato. 
Dal 2010 è diventata Fornitore Master della International Judo Federation diventando presto una delle aziende leader nel mercato del Judo.
Nei Giochi Olimpici di Londra 2012 e Rio 2016, Green Hill è stata fornitore ufficiale per il Judo. Dal 2016 è nuovamente un marchio omologato AIBA per i guantoni ed i caschi da pugilato.